# Theridion femoratissimum
Theridion femoratissimum là một loài nhện trong họ Theridiidae.
Loài này thuộc chi Theridion. Theridion femoratissimum được Lodovico di Caporiacco miêu tả năm 1949.